# 爱恩学院
上海海洋大学爱恩学院（英文名：AIEN Institute，Shanghai Ocean University）是由上海海洋大学与澳大利亚塔斯马尼亚大学创办的中外合作办学二级学院，创建于2002年。经上海市教育委员会和国家教育部批准，举办信息管理与信息系统专业和市场营销专业，纳入国家普通高等学校本科招生计划。2008年1月，通过国家教育部复核，获颁中华人民共和国中外合作办学项目批准书。目前在校学生人数达到1400多人。